# فرماندهی عملیات ویژه ایالات متحده آمریکا
فرماندهی عملیات ویژه ایالات متحده آمریکا (به انگلیسی: United States Special Operations Command) یا به‌اختصار سوکام یکی از فرماندهی‌های یکپارچه رزمی ایالات متحده آمریکاست که وظیفه نظارت بر ستادهای فرماندهی عملیات‌های ویژه نیروی زمینی، سپاه تفنگداران دریایی، نیروی دریایی، و نیروی هوایی نیروهای مسلح آمریکا را بر عهده دارد. این ستاد بخشی از وزارت دفاع بوده و تنها عضوی از فرماندهی یکپارچه مبارزاتی ایالات متحده است که توسط مصوبه کنگره به وجود آمده‌است. این ستاد در پایگاه نیروی هوایی مک‌دیل در تمپا فلوریدا قرار دارد.
ایده یک ستاد فرماندهی یکپارچه عملیات ویژه ریشه در نتیجه عملیات پنجه عقاب، تلاش فاجعه‌بار نجات گروگان‌های سفارت آمریکا در ایران در سال ۱۹۸۰ بود. تحقیقات در مورد این عملیات، که توسط دریادار جیمز ال هالوی سوم، فرمانده سابق عملیات نیروی دریایی آمریکا هدایت می‌شد، عدم وجود فرماندهی و کنترل و هماهنگی بین نیروها را عوامل تأثیرگذاری در شکست این عملیات معرفی کرد. از زمان شروع به کار در ۱۷ آوریل ۱۹۸۷، این ستاد در عملیات‌های بی‌شماری از جمله حمله ایالات متحده آمریکا به پاناما و جنگ با تروریسم شرکت داشته‌است.

## نیروهای تابع

### فرماندهی مشترک عملیات ویژه
- نیروی دلتا
- تیم ششم یگان ویژه نیروی دریایی
- یگان پشتیبانی اطلاعاتی
- اسکادران ۲۴ تاکتیک‌های ویژه

### نیروی زمینی
واحدها
- هنگ ۷۵ رنجر
- نیروهای ویژه نیروی زمینی
- هنگ ۱۶۰ عملیات ویژه هوانوردی(هوابرد)
- گروه چهارم عملیات‌های روانی
- تیپ ۹۵ امور غیرنظامی
- تیپ ۵۲۸ نگهداری و پشتیبانی
- مرکز جنگاوری ویژه جان اف کندی

### نیروی دریایی
واحدها
- یگان ویژه نیروی دریایی ایالات متحده آمریکا
- تیم ششم یگان ویژه نیروی دریایی
- تیم خودروهای تحویل یگان ویژه نیروی دریایی

### نیروی هوایی
واحدها
- تیم‌های کنترل نبرد نیروی هوایی ایالات متحده آمریکا
- چتربازان نجات نیروی هوایی ایالات متحده آمریکا
- متخصص آب و هوای عملیات ویژه نیروی هوایی ایالات متحده آمریکا

سازماندهی
- گروه هوایی یکم عملیات‌های ویژه
- گروه هوایی بیست و چهارم عملیات ویژه
- گروه هوایی بیست و هفتم عملیات ویژه
- گروه هوایی صد و نود و سوم عملیات ویژه
- گروه هوایی نهصد و نوزدهم عملیات ویژه
- گروه هوایی سیصد و پنجاه و دوم عملیات ویژه
- گروه هوایی سیصد و پنجاه و سوم عملیات ویژه
- مدرسه عملیات‌های ویژه نیروی هوایی ایالات متحده آمریکا

### تفنگداران دریایی
واحدها
- هنگ مهاجمان دریایی
- گردان اطلاعات دریایی
- گروه پشتیبانی عملیات ویژه دریایی
- مدرسه عملیات‌های ویژه دریایی

## عملیات‌ها

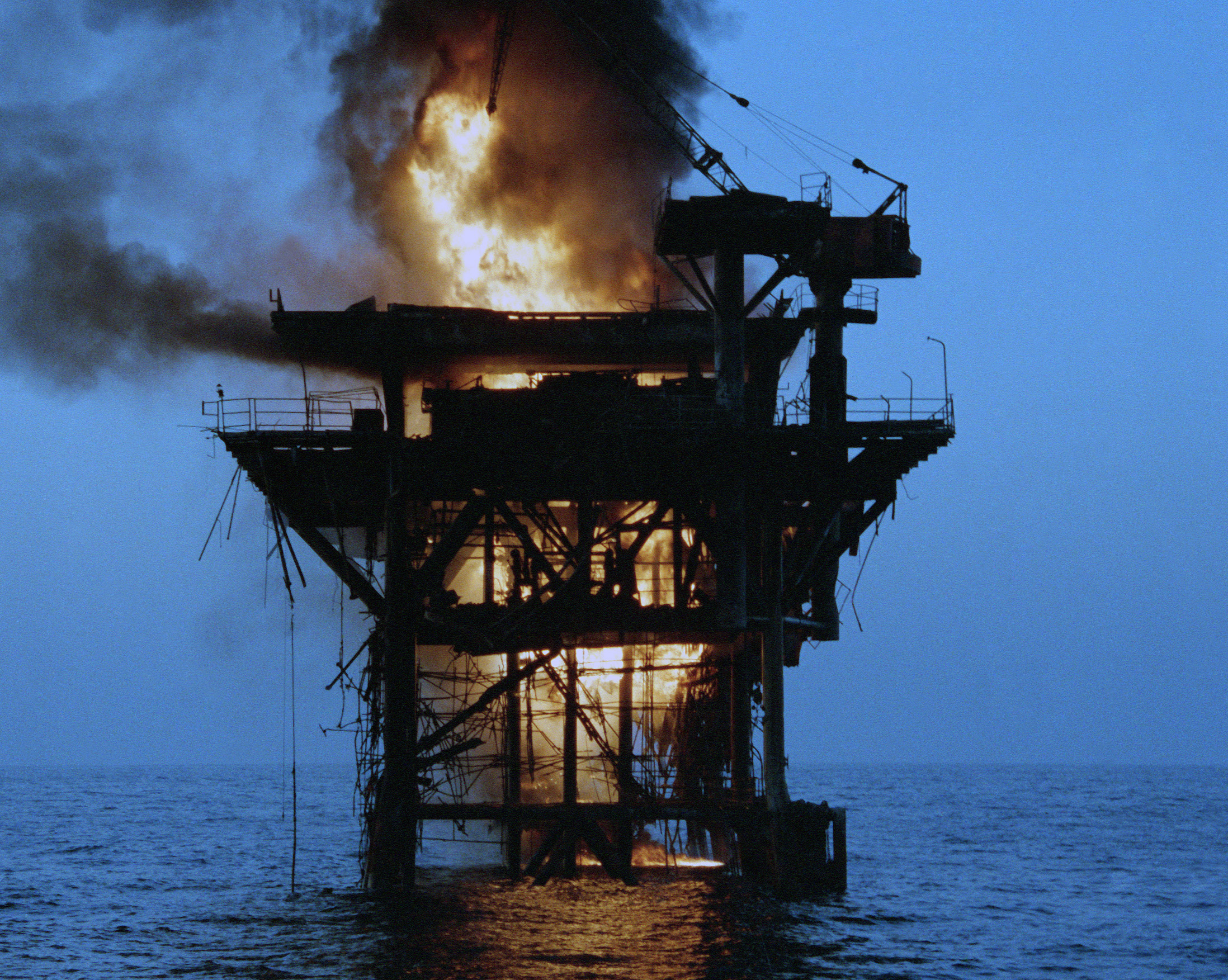
سکوی نفتی ایران در آتش ناوشکن‌های آمریکایی

از عملیات‌های این ستاد در گذشته می‌توان به عملیات اراده جدی اشاره کرد که به آتش کشیدن سکوهای نفتی ایران و غرق کردن تعدادی کشتی جنگی ایرانی در سال ۱۹۸۷ و در پاسخ به مین‌گذاری ایران در خلیج فارس صورت گرفت.

## لیست فرماندهان ستاد
| شماره.   | تصویر | نام                       | نیروی تابعه  | شروع فرماندهی   | پایان فرماندهی  |
| -------- | ----- | ------------------------- | ------------ | --------------- | --------------- |
| ۱.       |       | ژنرال جیمز لیندزی         | نیروی زمینی  | ۱۶ آوریل ۱۹۸۷   | ۲۷ ژوئن ۱۹۹۰    |
| ۲.       |       | ژنرال کارل دبلیو. استاینر | نیروی زمینی  | ۲۷ ژوئن ۱۹۹۰    | ۲۰ می ۱۹۹۳      |
| ۳.       |       | ژنرال وین داونینگ         | نیروی زمینی  | ۲۰ می ۱۹۹۳      | ۲۹ فوریه ۱۹۹۶   |
| ۴.       |       | ژنرال هیو شلتون           | نیروی زمینی  | ۲۹ فوریه ۱۹۹۶   | ۲۵ سپتامبر ۱۹۹۷ |
| (سرپرست) |       | دریادار ریموند سی. اسمیت  | نیروی دریایی | ۲۵ سپتامبر ۱۹۹۷ | ۵ نوامبر ۱۹۹۷   |
| ۵.       |       | ژنرال پیتر شومیکر         | نیروی زمینی  | ۵ نوامبر ۱۹۹۷   | ۲۷ اکتبر ۲۰۰۰   |
| ۶.       |       | ژنرال چارلز هالند         | نیروی هوایی  | ۲۷ اکتبر ۲۰۰۰   | ۲ سپتامبر ۲۰۰۳  |
| ۷.       |       | ژنرال برایان دی براون     | نیروی زمینی  | ۲ سپتامبر ۲۰۰۳  | ۹ ژوئیه ۲۰۰۷    |
| ۸.       |       | دریادار اریک اولسن        | نیروی دریایی | ۹ ژوئیه ۲۰۰۷    | ۸ اوت ۲۰۱۱      |
| ۹.       |       | دریادار ویلیام اچ. مک‌ریون | نیروی دریایی | ۸ اوت ۲۰۱۱      | ۲۸ اوت ۲۰۱۴     |
| ۱۰.      |       | ژنرال جوزف ووتل           | نیروی زمینی  | ۲۸ اوت ۲۰۱۴     | تا کنون         |